# Big Boy Restaurants
Big Boy Restaurants International, LLC er en amerikansk casual dining restaurantkæde med hovedsæde i Warren, Michigan i nærheden af storbyen Detroit. Frisch's Big Boy Restaurants, hvis hovedkvarter befinder sig i Cincinnati, Ohio, er ligeledes en amerikansk restaurantkæde. Tidligere havde et antal af regionale franchisetagere licens til Big Boy-navnet, kædens designæstetik og menu.
Big Boy blev grundlagt under navnet Bob's Pantry i 1936 af Bob Wian i byen Glendale, Californien. Franchisefirmaet har 77 restauranter i USA samt 311 restauranter i Japan.
Restaurantkæden er kendt for sin maskot: en dreng i røde og hvide, ternede overalls, som holder en tallerken med restaurantens såkaldte double-decker cheeseburger. Inspirationen bag både kædens navn og maskot var Richard Woodruff (1932-1986) fra Glendale, Californien. Som seksårig trådte han ind i Bob's Pantry alt imens restaurantens grundlægger, Bob Wian, forsøgte at navngive sin nye hamburger. Wian sagde "Hello, big boy" til den unge Woodruff, og navnet hang ved.

## Ekstern henvisning
- Wikimedia Commons har flere filer relateret til Big Boy Restaurants
- Officiel hjemmeside

| Firma | Spire Denne artikel om et firma eller en virksomhed i USA er en spire som bør udbygges. Du er velkommen til at hjælpe Wikipedia ved at udvide den. |